# شرکت تعاونی کشاورزی و دامپروری طلای سبز
شرکت تعاونی کشاورزی و دامپروری طلای سبز یا چاه شماره ۲ برکه روستایی در دهستان دهشیر بخش مرکزی شهرستان تفت استان یزد ایران است.

## جمعیت
بر پایه سرشماری عمومی نفوس و مسکن در سال ۱۳۹۵ جمعیت این روستا کمتر از ۳ خانوار بوده‌است.